# ادا (نورس باستان)
اِدا (به زبان نروژی باستان: Edda و به صورت جمع Eddur) به معنی دربارهٔ جدهٔ مادری، واژه‌ای در زبان نورس باستان است که توسط محققین امروزی در کاربردی استعاره‌ای به دو مجموعه اثر ادبی ایسلندی در قرون وسطی نسبت داده شده است و این مفهوم ضمنی را نیز دارد که از قصه‌های کهن تشکیل شده‌اند. این دو اثر در حال حاضر با عناوین ادای شاعرانه و ادای منثور شناخته می‌شوند و مهم‌ترین سندهای باقی‌مانده دربارهٔ اساطیر اسکاندیناوی هستند. هر دو اثر در قرن ۱۳ میلادی در ایسلند به رشتهٔ تحریر درآمده‌اند، اگرچه آن‌ها حاوی مواردی از سندهای سنتی پیشتری هستند که به عصر وایکینگ‌ها رسیده‌اند. این دو مجموعه آثار شامل خلقت جهان، داستان‌های مختلف اساطیری، و همچنین به عنوان تجزیه و تحلیلی بر اشعار باستانی و قواعد حاکم بر آن است.

## ادای منظوم
ادای منظوم که همچنین با نام‌های ادای شاعرانه یا اِلدِر ادا نیز شناخته می‌شود، مجموعه‌ای از اشعار اسکاندیناوی کهن به زبان ایسلندی است که همه آن‌ها در درجه اول شامل متونی از نسخه خطی ایسلندی قرون وسطی با عنوان «کودکس رژیوس» هستند. ادای شاعرانه غنی‌ترین منبع دربارهٔ اساطیر اسکاندیناوی به‌شمار می‌رود. اولین بخش از کودکس رژیوس اشعاری را شامل می‌شود که به شرح خلقت و نابودی جهان ایزدان نوردیک می‌پردازد و همچنین افسانه‌های منفرد در مورد ایزدان نورس را بیان می‌کند. اشعار دومین بخش از مجموعه به شرح افسانه‌هایی دربارهٔ پهلوانان نوردیک از جمله، زیگورد، براین‌هلد و گونار می‌پردازد.

## ادای منثور
اِدای منثور که با نام‌های ادای جدید و ادای اسنوری نیز شناخته می‌شود، مجموعه‌ای از متن‌های تلفیقی ایسلندی است که در حدود سال ۱۲۲۰ توسط شاعر و سیاست‌مدار ایسلندی اسنوری استورلوسون نوشته شده است. بقایای این مجموعه در چهار نسخه خطی و سه قطعه باقی مانده‌اند، که از حدود سال ۱۳۰۰ تا ۱۶۰۰ نوشته شده است. ادای منثور متشکل از دیباچه، و سه کتاب مجزا است: گیلفاگینینگ، دربارهٔ خلقت و نابودی جهان ایزدان نوردیک و در نهایت جهان از نو ظهور خواهد کرد، اسکالدزکاپارمال، گفتگویی میان آئگیر، ایزد دریای اساطیر نورس و براگی، ایزد سخنوری و شعر رخ می‌دهد و هتاتال، نمایشی از وزن اشعار مورد استفاده در اساطیر اسکاندیناوی است.